# Torre de la Manresana
La Torre de la Manresana és una torre de guaita situada al nucli de la Manresana al municipi dels Prats de Rei a la comarca d'Anoia. És un edifici declarat bé cultural d'interès nacional.
Apareix documentada des de cap al 1034, però la construcció actual és del segle xii, per la qual cosa se suposa que degué substituir una edificació anterior més senzilla. La terrassa es troba a 21 metres d'altura. Durant la Guerra de Successió a Catalunya va ser escenari clau dels enfrontaments entre austriacistes i borbons per tal de controlar la zona de Calaf i es va convertir en un observatori estratègic del comandament aliat encapçalat pel General Guido von Starhemberg.
Es tracta d'una torre de guaita cilíndrica d'origen romànic i únic element en bon estat que es conserva de l'antic castell medieval de frontera. La seva privilegiada ubicació permetia controlar visualment una bona part del paisatge de la zona i era clau en les funcions de vigilància del territori. La seva alçada i el seu enclavament permeten gaudir d'una esplèndida vista i d'una espectacular panoràmica de la comarca de l'Anoia, amb els campanars dels Prats de rei, Calaf i les torres del Castell de Boixadors destacant en l'horitzó. S'ha de tenir en compte que la porta d'accés es troba a 11 metres d'alçada i s'hi accedeix per una escala exterior.

## Història
"Una plataforma a la part superior permetia de fer senyals de fum o de foc per tal comunicar-se a les altres torres del veïnatge d'algun perill observat. El sistema era antic... Les torres a les quals ens referim tenien una característica especial: eren dites Torres manresanes i eren totes dins del perímetre d'aquell comtat aparentment acèfal" (Duran i Sanpere). Les Torres Manresanes han estat localitzades als Prats de Rei, a prop de Sant Ramon del Portell, a Linyola i a Juneda. La torre de la Manresana té a la vora l'esglesiola romànica de Sant Andreu i hom sap que el paratge té precedències remotes. Ambdues es varen integrar en castell durant l'època medieval.
Les primeres notícies d'aquest són de l'any 945, i corresponen a un indret proper: el comte Soler i la seva muller Riquilda van donar al monestir de Santa Cecília de Montserrat béns situats «in campo Sagarrensis». Aquests béns serien: les esglésies de «Santa Maria dels Prats», amb els altars i la vila antiga, els prats i vint parellades de terra erma. El nom de la Manresana no apareix fins a l'any 1012, quan Oliba vengué a Malafred unes terres situades en el lloc anomenat «Segarra» a prop de la Torre Manresana. L'any 1034 apareix ja organitzada com a castell, testimoni que ha arribat a l'actualitat gràcies al document d'una venda de terres del comtat de Manresa en el castell de la Manresana.
Inicialment, el castell en mans de la família Balsareny que el posseïa en alou perquè l'havia aprisiat. L'aprisió la degué fer Guifred de Balsareny, o un avantpassat seu. Aquest fet es confirma l'any 1045 quan Bernat Guifred de Balsareny fa constar en el seu testament que el castell passarà a mans de la seva muller Guasca i aquesta l'havia de deixar a qui volgués. De les vicissituds posteriors no se'n sap gaire. És possible que fos adquirit pel comte de Barcelona, directament o indirecta.
En formar-se el terme de la vila dels Prats de Rei, sembla que el castell hi va quedar integrat i va canviar el nom pel de castell de Prats o Prats de la Manresana, tal com es coneix per uns documents del 1276: el rei Pere el Gran reclamà a Galceran de Pinós la potestat de diversos castells, entre els quals figura el de Prats de la Manresana. L'any 1313, Sauria de Pinos, tutora de Pere Galceran de Pinós en reclamava la potestat al rei Jaume II. La darrera notícia dels Pinós com a propietaris la trobem l'any 1351 quan Gueraua, vídua d'Eiximèn de Peguera, donzell, feu homenatge a Galceran de Pinós per la castlania de la vila de Prats i el castell de La Manresana. Més tard, no se sap quan, el rei recuperaria el domini del castell però no hi ha cap informació dels feudataris posteriors.
La Torre de la Manresana va ser l'escenari d'un episodi destacable de la Guerra de Successió a Catalunya: Durant la guerra de successió espanyola el comandant Guido von Starhemberg va dirigir les seves tropes des d'aquesta torre a la batalla dels Prats de Rei.

## Arquitectura

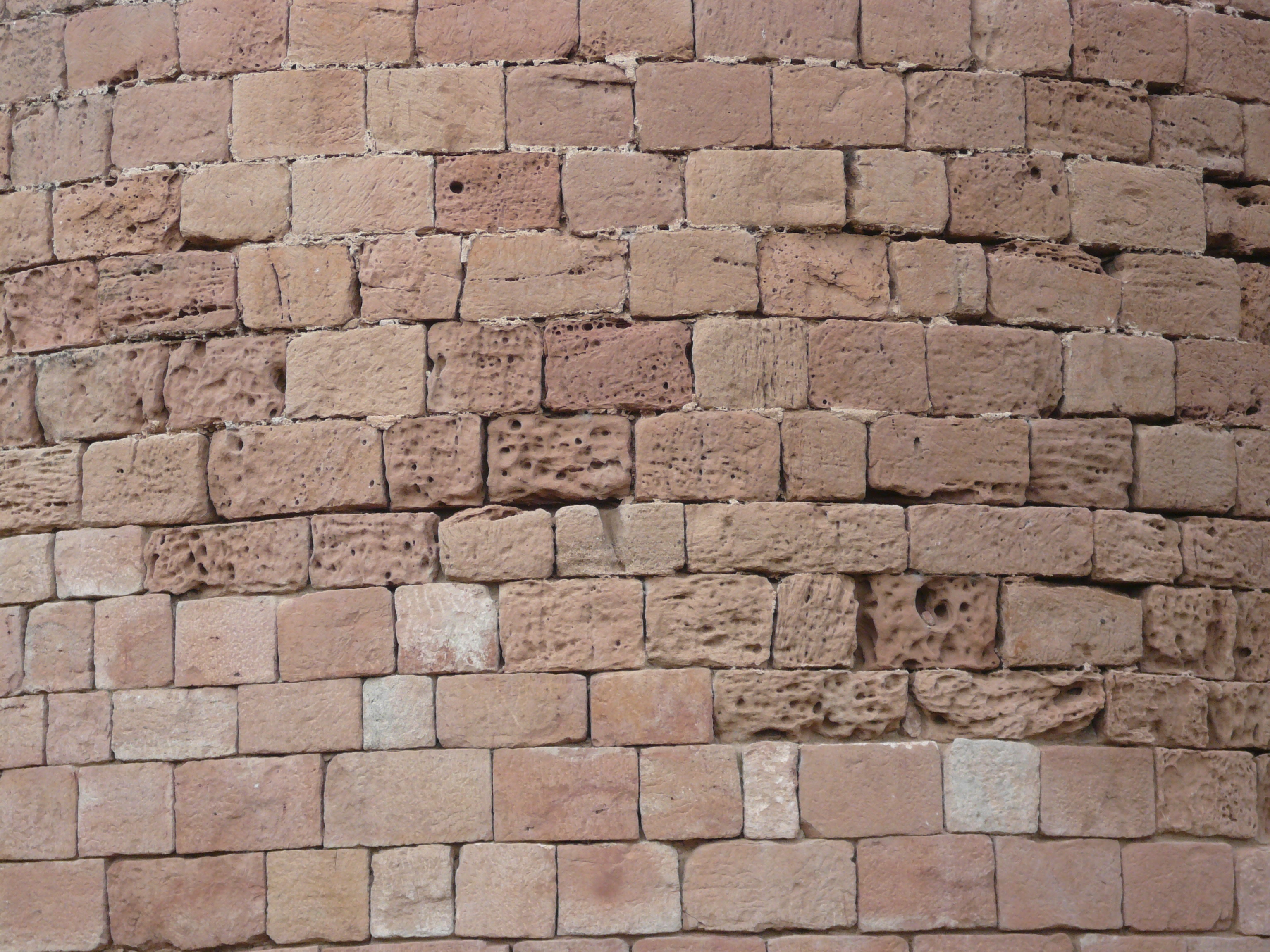
Aparell de carreus carejats i força polits (2012)

La resta més destacable del castell és la imposant torre mestra, que s'ha conservat íntegra i sencera. S'alça envoltada per unes restes, descobertes no fa gaire, que corresponen a fragments de la muralla, un conjunt de murs d'antigues dependències annexes a la torre, i una petita edificació coberta amb volta de pedra a plec de llibre.
La torre, d'uns 21 m d'alçària, té un pla circular d'uns 7 m de diàmetre extern, i es dividia en tres compartiments. El gruix del mur a la base és d'uns 215 cm, però va perdent amplària en cada pis, de manera que es guanya espai intern. Els dos primers compartiments devien quedar separats per uns trespols de fusta fets amb bigues i llates. El tercer, que encara es conserva, és cobert per una cúpula de pedra sobre la qual recolza un terrat protegit per un ampit que corona la torre. El gruix del mur del primer nivell és d'uns 215 cm; el del segon, d'uns 195 cm i el gruix del tercer nivell és de 160 cm. En contraposició, els respectius diàmetres interns són de 300, 340 i 410 cm. La porta d'entrada, acabada en un arc de mig punt adovellat, és oberta al primer pis, a uns 11 m del nivell del sòl. Tret de la porta, no hi ha cap altra obertura.
La cúpula que cobreix el nivell 3 és obrada amb blocs de pedra només desbastats, col·locats en filades concèntriques que van tancant la volta. En un costat hi ha una obertura que permet accedir al terrat. L'aparell de la torre s'ha fet amb carreus ben encarats i relativament polits, que es disposen en filades horitzontals. L'aparell de les altres restes a part de la torre és fet amb carreus ben tallats i ordenats en filades horitzontals.
Segons l'estructura de l'edifici i les característiques de l'aparell constructiu, la torre es dataria a finals del segle xi o principis del segle xii. Les altres restes, muralles i estances, no s'allunyarien cronològicament gaire de la torre mestra.

## Curiositats
- Jaume I va allotjar-se al castell en moltes ocasions. Aquest constava com una de les seves possessions.
- V. Argentí i A. González van ser els encarregats de la restauració de la torre.
- Es realitzen visites als terrenys en els quals va tenir lloc la victòria de Prats de Rei.[8]